# Uwe Möhrle
Uwe Möhrle (Überlingen, 3 dicembre 1979) è un allenatore di calcio ed ex calciatore tedesco, di ruolo difensore, tecnico del Blau-Weiß Lohne.